# IC 519
IC 519 — галактика типу C (компактна галактика) у сузір'ї Гідра.
Цей об'єкт міститься в оригінальній редакції індексного каталогу.